# Platychelyna planulata
Platychelyna planulata is een mosdiertjessoort uit de familie van de Smittinidae. De wetenschappelijke naam van de soort is, als Cellarinella planulata, voor het eerst geldig gepubliceerd in 1980 door Hayward.